# Havsmiljöinstitutet
Havsmiljöinstitutet är ett statligt svenskt institut för universitetssamarbete kring havsmiljöforskning. Institutet bildades av svenska regeringen 2008. Havsmiljöinstitutets uppdrag är att bistå myndigheter inom havsmiljöområdet med vetenskaplig kompetens samt bedriva analys- och syntesverksamhet inom havsmiljöområdet. Myndigheter inom havsmiljöområdet är exempelvis Havs- och vattenmyndigheten, SMHI, Naturvårdsverket, Sveriges geologiska undersökning, Kustbevakningen, Länsstyrelserna och Vattenmyndigheterna. 

## Historik
Efter en offentlig utredning uppdrog regeringen 2008 åt Göteborgs universitet, Stockholms universitet, Umeå universitet, Linnéuniversitetet och Sveriges lantbruksuniversitet att samarbeta under benämningen Havsmiljöinstitutet. 

## Uppdrag
Nuvarande uppdrag gäller från 1 januari 2016 till och med 2020. Enligt regeringsbeslutet ska Havsmiljöinstitutet:
- bistå myndigheter inom havsmiljöområdet med vetenskaplig kompetens och beslutsunderlag i havsmiljöfrågor
- utveckla tvär- och mångvetenskapliga kontaktnät inom och mellan lärosätena
- ta fram tvär- och mångvetenskapliga analyser och synteser samt sprida information om resultaten till stöd för regeringens, myndigheters och andra intressenters arbete med att förbättra havsmiljön
- informera om forskning som rör havsmiljön och havet som resurs och öka medvetenheten om havets miljöproblem och hur de ska hanteras
- verka för att öka kommunikationen mellan forskare och användare av vetenskaplig kunskap om havsmiljön

Vid Göteborgs universitet finns Havsmiljöinstitutets kansli. Göteborgs universitet lämnar i anslutning till sin årsredovisning en samlad redogörelse för Havsmiljöinstitutets verksamhet, med utgångspunkt från de uppgifter institutet har.